# Tragische Woche

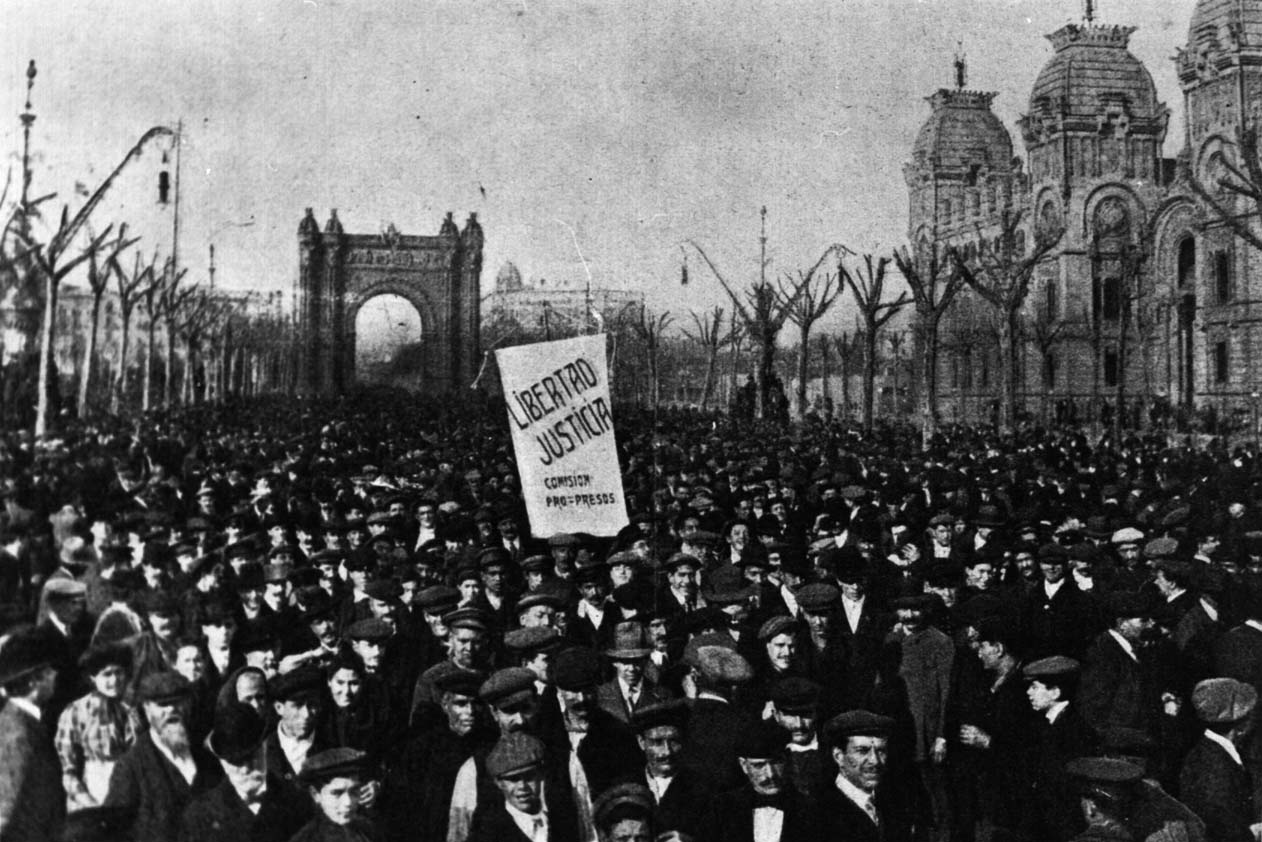
Arbeiterdemonstration während der Tragischen Woche in Barcelona

Die Tragische Woche (katalanisch Setmana Tràgica, spanisch Semana Trágica) ist die Bezeichnung für eine Serie blutiger Konfrontationen zwischen der von Anarchisten und Radikalrepublikanern unterstützten Arbeiterklasse Barcelonas und anderer katalanischer Städte und der spanischen Armee zwischen dem 25. Juli und dem 2. August 1909. Sie wurde durch 40.000 Einberufungsbefehle an Reservisten ausgelöst, die Premierminister Antonio Maura Montaner zur Verstärkung der spanischen Kolonialtruppen in Marokko am 9. Juli ausheben wollte.

## Vorgeschichte
Kriegsminister Arsenio Linares y Pombo mobilisierte die Dritte gemischte Jägerbrigade in Katalonien; sie bestand aus Aktiven und auch aus Reservisteneinheiten. Unter ihnen waren 520 Mann, die ihren aktiven Wehrdienst sechs Jahre zuvor beendet hatten und seitdem nicht wieder einberufen worden waren. Die Mehrheit der Einberufenen waren verheiratete Familienväter. Wer seine Einberufung vermeiden wollte, konnte sich freikaufen, was den Militärdienst zu einem Opfergang der Mittellosen machte. Mit 6000 Reales konnten sich Reiche einen Vertreter beschaffen, was jenseits der Möglichkeiten der Arbeiter lag.
Der Marokkokrieg, in dem die spanische Armee die Angriffe der Rifkabylen auf die spanische Bergwerksgesellschaft bei Melilla abwehren sollte, wurde von den katalanischen Arbeitern als ein Klassenkrieg angesehen, in dem es nicht um nationale Interessen Spaniens, sondern um private Bereicherungs- und Bergbauinteressen der besitzenden Klasse ging. Diese Bergbaugesellschaft befand sich im Privatbesitz des liberalen Grafen Romanones und des Markgrafen de Comillas. Nach einer Serie von Rückschlägen spanischer Verbände ereignete sich am 23. Juli 1909 die Katastrophe in der Wolfsschlucht, bei der 200 spanische Soldaten getötet wurden.

## Verlauf

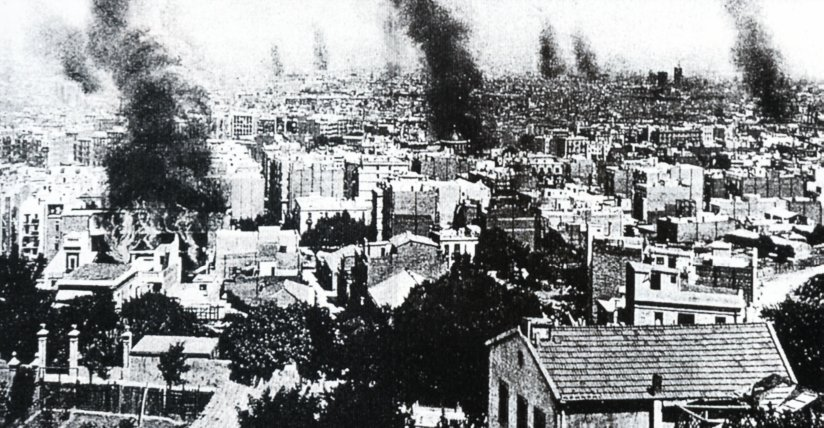
Barcelona während der Tragischen Woche

Daraufhin entfaltete sich im ganzen Land eine Woge anarchistischer, antimilitaristischer und antikolonialistischer Proteste. Am Bahnhof Atocha in Madrid entluden sich die Spannungen und insbesondere die Gewerkschaft Solidaridad Obrera in der katalanischen Hauptstadt Barcelona, die durch Anarchisten und Sozialisten geleitet wurde, rief am Montag, dem 26. Juli 1909 zum Generalstreik auf. Am Dienstag übernahmen Arbeiter die Macht in Barcelona. Sie hielten Züge und Straßenbahnen an und stürzten sie zu Barrikaden um. Am Donnerstag brach ein offener Straßenkampf aus, der von einem allgemeinen Aufstand, Streiks und Brandstiftungen begleitet war.
Viele der Aufständischen waren antimilitaristisch, antikolonial und antiklerikal, wie insbesondere Alejandro Lerroux’ Radikalrepublikaner. Lerroux hatte mit seiner radikalen republikanisch-antikapitalistisch-kirchenfeindlichen Rhetorik in Barcelona viele Anhänger gewonnen. Der Generalstreik und die Antikriegsdemonstrationen wandelten sich in einen anarchistischen und antiklerikalen Aufstand. Die Aufständischen warfen der Kirche und dem Klerus vor, Teil der korrupten bourgeoisen Struktur zu sein, deren Söhne sich von der Kriegspflicht freikaufen konnten, aber vom Proletariat die Erfüllung patriotischer Pflichten einforderte. Lerroux machte die Kirche für die Unwissenheit und Armut der Arbeiter verantwortlich, da sie die Bildung in Spanien dominierte und Eigentümerin von zahlreichen Immobilien und Ländereien war. Anarchistische Anhänger in der Stadt warfen Brandsätze auf Kirchen, Klöster und kirchliche Schulen.
Nach Beginn der Unruhen in der Innenstadt Barcelonas schossen Sicherheitskräfte auf Demonstranten in den Rambles, um den Bau von Straßenbarrikaden zu unterbinden, was zu vielen Verletzten führte. Die Zentralregierung, die das Kriegsrecht verhängte, entsandte die Armee, um die Revolte zu unterdrücken; Hunderte von Menschen wurden dabei getötet. Nachdem die in Barcelona stationierten Truppen sich geweigert hatten, auf ihre Landsleute zu schießen, wurden Truppen aus Valencia, Saragossa, Pamplona und Burgos herangeführt, die letztlich den Aufstand niederwarfen.

## Folgen
Die Aufstände forderten acht Tote und 124 Verwundete unter den Kräften der Polizei und Armee. Nach unterschiedlichen Berichten wurden 104 bzw. 150 Zivilisten getötet. Die Reaktion der Zentralregierung auf die Aufstände war nicht nur brutal, sondern willkürlich. Über 2500 Personen wurden festgenommen, von denen 1.700 vor Militärgerichten wegen bewaffneter Rebellion verurteilt wurden. 17 Personen wurden zum Tode verurteilt und fünf von ihnen hingerichtet. Unter ihnen befand sich der Gründer der Escuela Moderna, der Pädagoge Francesc Ferrer i Guàrdia, dem vorgeworfen wurde, der Anführer des Aufstands zu sein. Seine Hinrichtung am 13. Oktober 1909 zusammen mit vier anderen in der Kaserne Montjuïc löste weltweit Proteste aus. 59 Personen wurden zu einer lebenslangen Freiheitsstrafe verurteilt. Die Verfassung wurde bis November suspendiert, anarchistische und linksnationalistische Zeitungen wurden verboten, kulturelle Arbeiterzentren und Versammlungsorte sowie weit über 100 laizistische Schulen wurden geschlossen. Alejandro Lerroux floh ins Exil.
Aufgrund der allgemeinen Verurteilung in der europäischen Presse war König Alfons XIII. durch die Reaktion zu Hause und im Ausland alarmiert. Demonstrationen und Anschläge vor den bzw. auf die Botschaften waren die Folge. Daraufhin löste der König den konservativen Premierminister Antonio Maura durch den liberalen Segismundo Moret y Prendergast ab. Die Pläne des Parteichefs der Konservativen einer „Revolution von oben“ waren damit endgültig erledigt.
An der Kolonialpolitik änderte der Aufstand nichts. Trotz der überwältigenden, landesweiten Wirkung des Aufstands erfolgte keine Revision der allgemeinen Politik.

## Rezeption
Die Tragische Woche wurde 1977 während der Transición in dem katalanischen Film La Ciutat cremada („Die verbrannte Stadt“) unter der Regie von Antoni Ribas Gegenstand einer filmischen Darstellung – 67 Jahre nach den tragischen Ereignissen, zwei Jahre nach dem Tod des Diktators Francisco Franco.